# Mutum (Minas Gerais)
Mutum – miasto i gmina w Brazylii, w stanie Minas Gerais. Znajduje się w mikroregionie Aimorés.